# オクタクロルテトラヒドロメタノフタラン
オクタクロルテトラヒドロメタノフタラン(英名：Octachlorotetrahydromethanofutarane,別名：テロドリン)とは毒物及び劇物取締法第二条によって毒物として定義されている有機化合物の一種。常温において白色の結晶固体。水に不溶。ベンゼン、トルエンに易溶。 空気中、多湿の状態および、酸、アルカリに安定。陸稲に散布する用途で古くは日本においても用いられていたが、現在市販の農薬には含有しているものはない。有機塩素系の農薬であり、エンドリンとほぼ同様の毒性を有する。